# Lijst van staatshoofden en regeringsleiders in 2014
Deze lijst van staatshoofden en regeringsleiders in 2014 noemt de staatshoofden en regeringsleiders die in 2014 actief waren van de 193 landen die zijn aangesloten bij de Verenigde Naties alsmede Kosovo, Palestina, Taiwan en Vaticaanstad.

## A
| Landsnaam          | Staatshoofd                                                                           | Regeringsleider |
| ------------------ | ------------------------------------------------------------------------------------- | --- |
| Afghanistan        | President Hamid Karzai (tot 29 september) President Ashraf Ghani (vanaf 29 september) | President was tevens regeringsleider (tot 29 september) Voorzitter Abdullah Abdullah (vanaf 29 september)                |
| Albanië            | President Bujar Nishani                                                               | Premier Edi Rama |
| Algerije           | President Abdelaziz Bouteflika                                                        | Premier Abdelmalek Sellal (tot 13 maart en vanaf 29 april) Premier Youcef Yousfi (waarnemend, van 13 maart tot 29 april) |
| Andorra            | Coprins Joan Enric Vives i Sicília Coprins François Hollande                          | Premier Antoni Martí |
| Angola             | President José Eduardo dos Santos                                                     | President José Eduardo dos Santos                                                                                        |
| Antigua en Barbuda | Koningin Elizabeth II                                                                 | Premier Baldwin Spencer (tot 13 juni) Premier Gaston Browne (vanaf 13 juni)                                              |
| Argentinië         | President Cristina Fernández de Kirchner                                              | President Cristina Fernández de Kirchner                                                                                 |
| Armenië            | President Serzj Sarkisian                                                             | Premier Tigran Sargsian (tot 13 april) Premier Hovik Abrahamian (vanaf 13 april)                                         |
| Australië          | Koningin Elizabeth II                                                                 | Premier Tony Abbott |
| Azerbeidzjan       | President İlham Əliyev                                                                | Premier Artur Rasizade                                                                                                   |

## B
| Landsnaam             | Staatshoofd | Regeringsleider |
| --------------------- | --- | --- |
| Bahama's              | Koningin Elizabeth II | Premier Perry Christie |
| Bahrein               | Koning Hamad bin Isa Al Khalifa | Premier Sheikh Khalifa ibn Salman Al Khalifa |
| Bangladesh            | President Abdul Hamid | Premier Sjeik Hasina Wajed |
| Barbados              | Koningin Elizabeth II | Premier Freundel Stuart |
| België                | Koning Filip | Premier Elio Di Rupo (tot 11 oktober) Premier Charles Michel (vanaf 11 oktober)                                                                           |
| Belize                | Koningin Elizabeth II | Premier Dean Barrow |
| Benin                 | President Yayi Boni | President Yayi Boni |
| Bhutan                | Koning Jigme Khesar Namgyel Wangchuk | Premier Tshering Tobgay |
| Bolivia               | President Evo Morales | President Evo Morales |
| Bosnië en Herzegovina | Drie-presidentschap (tot 17 november): Nebojša Radmanović, Bakir Izetbegović (voorzitter vanaf 10 maart) en Željko Komšić (voorzitter tot 10 maart) Drie-presidentschap (vanaf 17 november): Mladen Ivanić (voorzitter), Bakir Izetbegović en Dragan Čović | Premier Vjekoslav Bevanda |
| Botswana              | President Ian Khama | President Ian Khama |
| Brazilië              | President Dilma Rousseff | President Dilma Rousseff |
| Brunei                | Premier Hassanal Bolkiah | Premier Hassanal Bolkiah |
| Bulgarije             | President Rosen Plevneliev | Premier Plamen Oresjarski (tot 6 augustus) Premier Georgi Bliznasjki (waarnemend, van 6 augustus tot 7 november) Premier Boyko Borisov (vanaf 7 november) |
| Burkina Faso          | President Blaise Compaoré (tot 1 november) President Yacouba Isaac Zida (waarnemend, van 1 tot 18 november) President Michel Kafando (waarnemend, vanaf 18 november)                                                                                       | Premier Luc-Adolphe Tiao (tot 30 oktober) onbezet (van 30 oktober tot 19 november) Premier Isaac Zida (waarnemend, vanaf 19 november)                     |
| Burundi               | President Pierre Nkurunziza | President Pierre Nkurunziza |

## C
| Landsnaam                     | Staatshoofd | Regeringsleider |
| ----------------------------- | --- | --- |
| Cambodja                      | Koning Norodom Sihamoni | Premier Prins Hun Sen |
| Canada                        | Koningin Elizabeth II | Premier Stephen Harper |
| Centraal-Afrikaanse Republiek | President Michel Djotodia (tot 10 januari) President Alexandre-Ferdinand Nguendet (waarnemend, van 10 tot 23 januari) President Catherine Samba-Panza (waarnemend, vanaf 23 januari) | Premier Nicolas Tiangaye (tot 10 januari) onbezet (van 10 tot 25 januari) Premier André Nzapayéké (waarnemend, van 25 januari tot 10 augustus) Premier Mahamat Kamoun (waarnemend, vanaf 10 augustus) |
| Chili                         | President Sebastián Piñera (tot 11 maart) President Michelle Bachelet (vanaf 11 maart)                                                                                               | President Sebastián Piñera (tot 11 maart) President Michelle Bachelet (vanaf 11 maart) |
| China                         | President Xi Jinping | Premier Li Keqiang |
| Colombia                      | President Juan Manuel Santos | President Juan Manuel Santos |
| Comoren                       | President Ikililou Dhoinine | President Ikililou Dhoinine |
| Congo-Brazzaville             | President Denis Sassou-Nguesso | President Denis Sassou-Nguesso |
| Congo-Kinshasa                | President Joseph Kabila | Premier Augustin Matata Ponyo |
| Costa Rica                    | President Laura Chinchilla (tot 8 mei) President Luis Guillermo Solís (vanaf 8 mei)                                                                                                  | President Laura Chinchilla (tot 8 mei) President Luis Guillermo Solís (vanaf 8 mei) |
| Cuba                          | President Raúl Castro | President Raúl Castro |
| Cyprus                        | President Nicos Anastasiades | President Nicos Anastasiades |

## D
| Landsnaam              | Staatshoofd                   | Regeringsleider                   |
| ---------------------- | ----------------------------- | --------------------------------- |
| Denemarken             | Koningin Margrethe II         | Premier Helle Thorning-Schmidt    |
| Djibouti               | President Ismaïl Omar Guelleh | Premier Abdoulkader Kamil Mohamed |
| Dominica               | President Charles Savarin     | Premier Roosevelt Skerrit         |
| Dominicaanse Republiek | President Danilo Medina       | President Danilo Medina           |
| Duitsland              | President Joachim Gauck       | Bondskanselier Angela Merkel      |

## E
| Landsnaam          | Staatshoofd                                                                                  | Regeringsleider                                                                           |
| ------------------ | -------------------------------------------------------------------------------------------- | ----------------------------------------------------------------------------------------- |
| Ecuador            | President Rafael Correa                                                                      | President Rafael Correa                                                                   |
| Egypte             | President Adly Mansour (waarnemend, tot 8 juni) President Abdul Fatah al-Sisi (vanaf 8 juni) | Premier Hazem al-Beblawi (waarnemend, tot 1 maart) Premier Ibrahim Mahlab (vanaf 1 maart) |
| El Salvador        | President Mauricio Funes (tot 1 juni) President Salvador Sánchez Cerén (vanaf 1 juni)        | President Mauricio Funes (tot 1 juni) President Salvador Sánchez Cerén (vanaf 1 juni)     |
| Equatoriaal-Guinea | President Teodoro Obiang Nguema Mbasogo                                                      | Premier Vicente Ehate Tomi                                                                |
| Eritrea            | President Isaias Afewerki                                                                    | President Isaias Afewerki                                                                 |
| Estland            | President Toomas Hendrik Ilves                                                               | Premier Andrus Ansip (tot 26 maart) Premier Taavi Rõivas (vanaf 26 maart)                 |
| Ethiopië           | President Mulatu Teshome                                                                     | Premier Haile Mariam Desalegne                                                            |

## F
| Landsnaam  | Staatshoofd                     | Regeringsleider                                                              |
| ---------- | ------------------------------- | ---------------------------------------------------------------------------- |
| Fiji       | President Ratu Epeli Nailatikau | Premier Frank Bainimarama                                                    |
| Filipijnen | President Benigno Aquino III    | President Benigno Aquino III                                                 |
| Finland    | President Sauli Niinistö        | Premier Jyrki Katainen (tot 24 juni) Premier Alexander Stubb (vanaf 24 juni) |
| Frankrijk  | President François Hollande     | Premier Jean-Marc Ayrault (tot 1 april) Premier Manuel Valls (vanaf 1 april) |

## G
| Landsnaam     | Staatshoofd                                                                                         | Regeringsleider                                                                              |
| ------------- | --------------------------------------------------------------------------------------------------- | -------------------------------------------------------------------------------------------- |
| Gabon         | President Ali Bongo Ondimba                                                                         | Premier Raymond Ndong Sima (tot 27 januari) Premier Daniel Ona Ondo (vanaf 27 januari)       |
| Gambia        | President Yahya Jammeh                                                                              | President Yahya Jammeh                                                                       |
| Georgië       | President Giorgi Margvelasjvili                                                                     | Premier Irakli Garibasjvili                                                                  |
| Ghana         | President John Dramani Mahama                                                                       | President John Dramani Mahama                                                                |
| Grenada       | Koningin Elizabeth II                                                                               | Premier Keith Mitchell                                                                       |
| Griekenland   | President Karolos Papoulias                                                                         | Premier Andonis Samaras                                                                      |
| Guatemala     | President Otto Pérez                                                                                | President Otto Pérez                                                                         |
| Guinee        | President Alpha Condé                                                                               | Premier Mohamed Said Fofana                                                                  |
| Guinee-Bissau | President Manuel Serifo Nhamadjo (waarnemend, tot 23 juni) President José Mário Vaz (vanaf 23 juni) | Premier Rui Duarte de Barros (waarnemend, tot 3 juli) Domingos Simoes Pereira (vanaf 3 juli) |
| Guyana        | President Donald Ramotar                                                                            | Premier Sam Hinds                                                                            |

## H
| Landsnaam | Staatshoofd                                                                                       | Regeringsleider                                                                                               |
| --------- | ------------------------------------------------------------------------------------------------- | --- |
| Haïti     | President Michel Martelly                                                                         | Premier Laurent Lamothe (tot 20 december) Premier Florence Duperval Guillaume (waarnemend, vanaf 20 december) |
| Honduras  | President Porfirio Lobo Sosa (tot 27 januari) President Juan Orlando Hernández (vanaf 27 januari) | President Porfirio Lobo Sosa (tot 27 januari) President Juan Orlando Hernández (vanaf 27 januari)             |
| Hongarije | President János Áder                                                                              | Premier Viktor Orbán                                                                                          |

## I
| Landsnaam | Staatshoofd                                                                                  | Regeringsleider                                                                              |
| --------- | -------------------------------------------------------------------------------------------- | -------------------------------------------------------------------------------------------- |
| Ierland   | President Michael D. Higgins                                                                 | Premier Enda Kenny                                                                           |
| IJsland   | President Ólafur Ragnar Grímsson                                                             | Premier Sigmundur Davíð Gunnlaugsson                                                         |
| India     | President Pranab Mukherjee                                                                   | Premier Manmohan Singh (tot 26 mei) Premier Narendra Modi (vanaf 26 mei)                     |
| Indonesië | President Susilo Bambang Yudhoyono (tot 20 oktober) President Joko Widodo (vanaf 20 oktober) | President Susilo Bambang Yudhoyono (tot 20 oktober) President Joko Widodo (vanaf 20 oktober) |
| Irak      | President Jalal Talabani (tot 24 juli) President Fuad Masum (vanaf 24 juli)                  | Premier Nouri al-Maliki (tot 8 september) Premier Haider al-Abadi (vanaf 8 september)        |
| Iran      | Ayatollah Ali Khamenei President Hassan Rohani                                               | Ayatollah Ali Khamenei President Hassan Rohani                                               |
| Israël    | President Shimon Peres (tot 24 juli) President Reuven Rivlin (vanaf 24 juli)                 | Premier Benjamin Netanyahu                                                                   |
| Italië    | President Giorgio Napolitano                                                                 | Premier Enrico Letta (tot 22 februari) Premier Matteo Renzi (vanaf 22 februari)              |
| Ivoorkust | President Alassane Ouattara                                                                  | Premier Daniel Kablan Duncan                                                                 |

## J
| Landsnaam | Staatshoofd                         | Regeringsleider                                                                     |
| --------- | ----------------------------------- | ----------------------------------------------------------------------------------- |
| Jamaica   | Koningin Elizabeth II               | Premier Portia Simpson-Miller                                                       |
| Japan     | Keizer Akihito                      | Premier Shinzo Abe                                                                  |
| Jemen     | President Abd Rabbuh Mansur Al-Hadi | Premier Mohammed Basindawa (tot 9 november) Premier Khaled Bahah (vanaf 9 november) |
| Jordanië  | Koning Abdoellah II                 | Premier Abdullah Ensour                                                             |

## K
| Landsnaam  | Staatshoofd                           | Regeringsleider                                                                         |
| ---------- | ------------------------------------- | --------------------------------------------------------------------------------------- |
| Kaapverdië | President Jorge Carlos Fonseca        | Premier José Maria Neves                                                                |
| Kameroen   | President Paul Biya                   | Premier Philémon Yang                                                                   |
| Kazachstan | President Noersoeltan Nazarbajev      | Premier Serik Akhmetov (tot 2 april) Premier Karim Masimov (vanaf 2 april)              |
| Kenia      | President Uhuru Kenyatta              | President Uhuru Kenyatta                                                                |
| Kirgizië   | President Almazbek Atambayev          | Premier Zhantoro Satybaldiyev (tot 25 maart) Premier Djoomart Otorbaev (vanaf 25 maart) |
| Kiribati   | President Anote Tong                  | President Anote Tong                                                                    |
| Koeweit    | Emir Sabah Al-Ahmad Al-Jaber Al-Sabah | Premier Jaber Al-Mubarak Al-Hamad Al-Sabah                                              |
| Kosovo     | President Atifete Jahjaga             | Premier Hashim Thaçi (tot 9 december) Premier Isa Mustafa (vanaf 9 december)            |
| Kroatië    | President Ivo Josipović               | Premier Zoran Milanović                                                                 |

## L
| Landsnaam                                                                         | Staatshoofd | Regeringsleider |
| --------------------------------------------------------------------------------- | --- | --- |
| Laos                                                                              | President Choummaly Sayasone | Premier Thongsing Thammavong |
| Lesotho                                                                           | Koning Letsie III | Premier Tom Thabane (tot 30 augustus en vanaf 3 september) Premier Mothetjoa Metsing (van 30 augustus tot 3 september)                                                                      |
| Letland                                                                           | President Andris Bērziņš | Premier Valdis Dombrovskis (tot 22 januari) Premier Laimdota Straujuma (vanaf 22 januari)                                                                                                   |
| Libanon                                                                           | President Michel Suleiman (tot 25 mei) President Tammam Salam (waarnemend, vanaf 25 mei)                                                                                   | Premier Najib Mikati (tot 15 februari) Premier Tammam Salam (vanaf 15 februari) |
| Liberia                                                                           | President Ellen Johnson Sirleaf | President Ellen Johnson Sirleaf |
| Libië (internationaal erkende regering vanaf 4 augustus, regerend vanuit Tobroek) | Voorzitter van de Raad van Afgevaardigden Abu Bakr Baira (waarnemend, van 4 tot 5 augustus) Voorzitter van de Raad van Afgevaardigden Aguila Saleh Issa (vanaf 5 augustus) | Premier Abdullah al-Thani |
| Libië (internationaal erkende regering tot 4 augustus, regerend vanuit Tripoli)   | Voorzitter van het Algemeen Nationaal Congres Nouri Abusahmain | Premier Ali Zeidan (tot 11 maart) Premier Abdullah al-Thani (van 11 maart tot 6 september) Premier Ahmed Maiteeq (betwist, van 25 mei tot 9 juni) Premier Omar al-Hassi (vanaf 6 september) |
| Liechtenstein                                                                     | Prins Hans Adam II | Hoofd van de regering Adrian Hasler |
| Litouwen                                                                          | President Dalia Grybauskaitė | Premier Algirdas Butkevičius |
| Luxemburg                                                                         | Groothertog Hendrik | Premier Xavier Bettel |

## M
| Landsnaam        | Staatshoofd                                                                                      | Regeringsleider |
| ---------------- | ------------------------------------------------------------------------------------------------ | --- |
| Macedonië        | President Gjorge Ivanov                                                                          | Premier Nikola Gruevski |
| Madagaskar       | President Andry Rajoelina (tot 25 januari) President Hery Rajaonarimampianina (vanaf 25 januari) | Premier Omer Beriziky (tot 16 april) Premier Roger Kolo (vanaf 16 april)                                                                                           |
| Malawi           | President Joyce Banda (tot 31 mei) President Peter Mutharika (vanaf 31 mei)                      | President Joyce Banda (tot 31 mei) President Peter Mutharika (vanaf 31 mei)                                                                                        |
| Malediven        | President Abdulla Yameen                                                                         | President Abdulla Yameen |
| Maleisië         | Koning Abdul Halim van Kedah                                                                     | Premier Najib Razak |
| Mali             | President Ibrahim Boubacar Keïta                                                                 | Premier Oumar Tatam Ly (tot 5 april) Premier Moussa Mara (vanaf 5 april)                                                                                           |
| Malta            | President George Abela (tot 4 april) President Marie-Louise Coleiro Preca (vanaf 4 april)        | Premier Joseph Muscat |
| Marokko          | Koning Mohammed VI                                                                               | Premier Abdelilah Benkirane |
| Marshalleilanden | President Christopher Loeak                                                                      | President Christopher Loeak |
| Mauritanië       | President Mohamed Ould Abdel Aziz                                                                | Premier Moulaye Ould Mohamed Laghdaf (tot 20 augustus) Premier Yahya Ould Hademine (vanaf 20 augustus)                                                             |
| Mauritius        | President Kailash Purryag                                                                        | Premier Navin Ramgoolam (tot 17 december) Premier Anerood Jugnauth (vanaf 17 december)                                                                             |
| Mexico           | President Enrique Peña Nieto                                                                     | President Enrique Peña Nieto |
| Micronesië       | President Manny Mori                                                                             | President Manny Mori |
| Moldavië         | President Nicolae Timofti                                                                        | Premier Iurie Leancă |
| Monaco           | Prins Albert II                                                                                  | Minister van Staat Michel Roger |
| Mongolië         | President Tsahiagiin Elbegdorzj                                                                  | Premier Norovyn Altankhuyag (tot 5 november) Premier Dendeviin Terbishdagva (waarnemend, van 5 tot 21 november) Premier Chimediin Saikhanbileg (vanaf 21 november) |
| Montenegro       | President Filip Vujanović                                                                        | Premier Milo Đukanović |
| Mozambique       | President Armando Guebuza                                                                        | Premier Alberto Vaquina |
| Myanmar          | President Thein Sein                                                                             | President Thein Sein |

## N
| Landsnaam     | Staatshoofd                                                                                   | Regeringsleider                                                                     |
| ------------- | --------------------------------------------------------------------------------------------- | ----------------------------------------------------------------------------------- |
| Namibië       | President Hifikepunye Pohamba                                                                 | Premier Hage Geingob                                                                |
| Nauru         | President Baron Waqa                                                                          | President Baron Waqa                                                                |
| Nederland     | Koning Willem-Alexander                                                                       | Minister-president Mark Rutte                                                       |
| Nepal         | President Ram Baran Yadav                                                                     | Premier Khil Raj Regmi (tot 11 februari) Premier Sushil Koirala (vanaf 11 februari) |
| Nicaragua     | President Daniel Ortega                                                                       | President Daniel Ortega                                                             |
| Nieuw-Zeeland | Koningin Elizabeth II                                                                         | Premier John Key                                                                    |
| Niger         | President Mahamadou Issoufou                                                                  | Premier Brigi Rafini                                                                |
| Nigeria       | President Goodluck Jonathan                                                                   | President Goodluck Jonathan                                                         |
| Noord-Korea   | Eeuwig president wijlen Kim Il-sung Voorzitter van de Nationale Defensiecommissie Kim Jong-un | Premier Pak Pong-ju                                                                 |
| Noorwegen     | Koning Harald V                                                                               | Premier Erna Solberg                                                                |

## O
| Landsnaam   | Staatshoofd | Regeringsleider |
| ----------- | --- | --- |
| Oeganda     | President Yoweri Museveni | Premier Amama Mbabazi (tot 18 september) Premier Ruhakana Rugunda (vanaf 18 september)                                                                   |
| Oekraïne    | President Viktor Janoekovytsj (tot 22 februari) Oleksandr Toertsjynov (waarnemend, van 23 februari tot 7 juni) President Petro Porosjenko (vanaf 7 juni) | Premier Mykola Azarov (tot 28 januari) Premier Serhiy Arbuzov (waarnemend, van 28 januari tot 27 februari) Premier Arseni Jatsenjoek (vanaf 27 februari) |
| Oezbekistan | President Islom Karimov | Premier Shavkat Mirziyoyev |
| Oman        | Sultan Qaboes bin Said Al Said | Sultan Qaboes bin Said Al Said |
| Oost-Timor  | President Taur Matan Ruak | Premier Xanana Gusmão |
| Oostenrijk  | Bondspresident Heinz Fischer | Kanselier Werner Faymann |

## P
| Landsnaam           | Staatshoofd                                                                           | Regeringsleider |
| ------------------- | ------------------------------------------------------------------------------------- | --- |
| Pakistan            | President Mamnoon Hussain                                                             | Premier Nawaz Sharif |
| Palau               | President Tommy Remengesau                                                            | President Tommy Remengesau |
| Palestina           | President Mahmoud Abbas                                                               | Premier Rami Hamdallah |
| Panama              | President Ricardo Martinelli (tot 1 juli) President Juan Carlos Varela (vanaf 1 juli) | President Ricardo Martinelli (tot 1 juli) President Juan Carlos Varela (vanaf 1 juli)                                          |
| Papoea-Nieuw-Guinea | Koningin Elizabeth II                                                                 | Premier Peter O'Neill |
| Paraguay            | President Horacio Cartes                                                              | President Horacio Cartes |
| Peru                | President Ollanta Humala                                                              | Premier César Villanueva (tot 24 februari) Premier René Cornejo (van 24 februari tot 22 juli) Premier Ana Jara (vanaf 22 juli) |
| Polen               | President Bronisław Komorowski                                                        | Premier Donald Tusk (tot 22 september) Premier Ewa Kopacz (vanaf 22 september)                                                 |
| Portugal            | President Aníbal Cavaco Silva                                                         | Premier Pedro Passos Coelho |

## Q
| Landsnaam | Staatshoofd                   | Regeringsleider                                  |
| --------- | ----------------------------- | ------------------------------------------------ |
| Qatar     | Emir Tamim bin Hamad al-Thani | Premier Abdullah bin Nasser bin Khalifa al-Thani |

## R
| Landsnaam | Staatshoofd                                                                             | Regeringsleider                                                                    |
| --------- | --------------------------------------------------------------------------------------- | ---------------------------------------------------------------------------------- |
| Roemenië  | President Traian Băsescu (tot 21 december) President Klaus Iohannis (vanaf 21 december) | Premier Victor Ponta                                                               |
| Rusland   | President Vladimir Poetin                                                               | Premier Dmitri Medvedev                                                            |
| Rwanda    | President Paul Kagame                                                                   | Premier Pierre Habumuremyi (tot 24 juli) Premier Anastase Murekezi (vanaf 24 juli) |

## S
| Landsnaam                      | Staatshoofd | Regeringsleider |
| ------------------------------ | --- | --- |
| Saint Kitts en Nevis           | Koningin Elizabeth II | Premier Denzil Douglas |
| Saint Lucia                    | Koningin Elizabeth II | Premier Kenny Anthony |
| Saint Vincent en de Grenadines | Koningin Elizabeth II | Premier Ralph Gonsalves |
| Salomonseilanden               | Koningin Elizabeth II | Premier Gordon Darcy Lilo (tot 9 december) Premier Manasseh Sogavare (vanaf 9 december) |
| Samoa                          | O le Ao o le Malo Tufuga Efi | Premier Tuilaepa Aiono Sailele Malielegaoi |
| San Marino                     | Kapitein-regenten Gian Carlo Capicchioni en Anna Maria Muccioli (tot 1 april) Kapitein-regenten Valeria Ciavatta en Luca Beccari (van 1 april tot 1 oktober) Kapitein-regenten Gianfranco Terenzi en Guerrino Zanotti (vanaf 1 oktober) | Kapitein-regenten Gian Carlo Capicchioni en Anna Maria Muccioli (tot 1 april) Kapitein-regenten Valeria Ciavatta en Luca Beccari (van 1 april tot 1 oktober) Kapitein-regenten Gianfranco Terenzi en Guerrino Zanotti (vanaf 1 oktober) |
| Saoedi-Arabië                  | Koning Abdoellah bin Abdoel Aziz al-Saoed | Koning Abdoellah bin Abdoel Aziz al-Saoed |
| Sao Tomé en Principe           | President Manuel Pinto da Costa | Premier Gabriel Costa (tot 25 november) Premier Patrice Trovoada (vanaf 25 november) |
| Senegal                        | President Macky Sall | Premier Aminata Touré (tot 8 juli) Premier Mohammed Dionne (vanaf 8 juli) |
| Servië                         | President Tomislav Nikolić | Premier Ivica Dačić (tot 27 april) Premier Aleksandar Vučić (vanaf 27 april) |
| Seychellen                     | President James Michel | President James Michel |
| Sierra Leone                   | President Ernest Bai Koroma | President Ernest Bai Koroma |
| Singapore                      | President Tony Tan Keng Yam | Premier Lee Hsien Loong |
| Slovenië                       | President Borut Pahor | Premier Alenka Bratušek (tot 18 september) Premier Miro Cerar (vanaf 18 september) |
| Slowakije                      | President Ivan Gašparovič (tot 15 juni) President Andrej Kiska (vanaf 15 juni) | Premier Robert Fico |
| Soedan                         | President Omar al-Bashir | President Omar al-Bashir |
| Somalië                        | President Hassan Sheikh Mohamud | Premier Abdiweli Sheikh Ahmed (tot 24 december) Premier Omar Abdirashid Ali Sharmarke (vanaf 24 december) |
| Spanje                         | Koning Juan Carlos I (tot 19 juni) Koning Felipe VI (vanaf 19 juni) | Premier Mariano Rajoy Brey |
| Sri Lanka                      | President Mahinda Rajapaksa | Premier D. M. Jayaratne |
| Suriname                       | President Desi Bouterse | President Desi Bouterse |
| Swaziland                      | Koning Mswati III | Premier Barnabas Sibusiso Dlamini |
| Syrië                          | President Bashar al-Assad | Premier Wael Nader Al-Halqi |

## T
| Landsnaam          | Staatshoofd                                                                                 | Regeringsleider |
| ------------------ | ------------------------------------------------------------------------------------------- | --- |
| Tadzjikistan       | President Emomalii Rachmon                                                                  | Premier Kokhir Rasulzoda |
| Taiwan             | President Ma Ying-jeou                                                                      | Premier Jiang Yi-huah (tot 8 december) Premier Mao Chi-kuo (vanaf 8 december)                                                                        |
| Tanzania           | President Jakaya Kikwete                                                                    | Premier Mizengo Pinda |
| Thailand           | Koning Bhumibol Adulyadej                                                                   | Premier Yingluck Shinawatra (tot 7 mei) Premier Niwatthamrong Boonsongpaisan (waanemend, van 7 tot 22 mei) Premier Prayuth Chan-o-cha (vanaf 22 mei) |
| Togo               | President Faure Eyadéma Gnassingbé                                                          | Premier Kwesi Ahoomey-Zunu |
| Tonga              | Koning Tupou VI                                                                             | Premier Sialeʻataongo Tuʻivakanō (tot 30 december) Premier ʻAkilisi Pohiva (vanaf 30 december)                                                       |
| Trinidad en Tobago | President Anthony Carmona                                                                   | Premier Kamla Persad-Bissessar |
| Tsjaad             | President Idriss Déby                                                                       | Premier Kalzeubet Pahimi Deubet |
| Tsjechië           | President Miloš Zeman                                                                       | Premier Jiří Rusnok (tot 29 januari) Premier Bohuslav Sobotka (vanaf 29 januari)                                                                     |
| Tunesië            | President Moncef Marzouki (tot 31 december) President Beji Caid Essebsi (vanaf 31 december) | Premier Ali Laarayedh (tot 29 januari) Premier Mehdi Jomaa (vanaf 29 januari)                                                                        |
| Turkije            | President Abdullah Gül (tot 28 augustus) President Recep Tayyip Erdoğan (vanaf 28 augustus) | Premier Recep Tayyip Erdoğan (tot 28 augustus) Premier Ahmet Davutoğlu (vanaf 28 augustus)                                                           |
| Turkmenistan       | President Gurbanguly Berdimuhamedow                                                         | President Gurbanguly Berdimuhamedow |
| Tuvalu             | Koningin Elizabeth II                                                                       | Premier Enele Sopoaga |

## U
| Landsnaam | Staatshoofd           | Regeringsleider       |
| --------- | --------------------- | --------------------- |
| Uruguay   | President José Mujica | President José Mujica |

## V
| Landsnaam                    | Staatshoofd | Regeringsleider                                                                 |
| ---------------------------- | --- | ------------------------------------------------------------------------------- |
| Vanuatu                      | President Iolu Abil (tot 2 september) President Philip Boedoro (waarnemend, van 2 tot 22 september) President Baldwin Lonsdale (vanaf 22 september) | Premier Moana Carcasses Kalosil (tot 15 mei) Premier Joe Natuman (vanaf 15 mei) |
| Vaticaanstad                 | Paus Franciscus | Voorzitter van de Pauselijke Commissie Giuseppe Bertello                        |
| Venezuela                    | President Nicolás Maduro | President Nicolás Maduro                                                        |
| Verenigde Arabische Emiraten | President Sjeik Khalifa bin Zayed Al Nahayan | Premier Mohammed bin Rasjid Al Maktoem                                          |
| Verenigd Koninkrijk          | Koningin Elizabeth II | Premier David Cameron                                                           |
| Verenigde Staten             | President Barack Obama | President Barack Obama                                                          |
| Vietnam                      | President Trương Tấn Sang | Premier Nguyễn Tấn Dũng                                                         |

## W
| Landsnaam   | Staatshoofd                     | Regeringsleider                                                                            |
| ----------- | ------------------------------- | ------------------------------------------------------------------------------------------ |
| Wit-Rusland | President Aleksandr Loekasjenko | Premier Mikhail Myasnikovich (tot 27 december) Premier Andrei Kobyakov (vanaf 27 december) |

## Z
| Landsnaam   | Staatshoofd | Regeringsleider |
| ----------- | --- | --- |
| Zambia      | President Michael Sata (tot 28 oktober) President Guy Scott (waarnemend, vanaf 29 oktober) | President Michael Sata (tot 28 oktober) President Guy Scott (waarnemend, vanaf 29 oktober) |
| Zimbabwe    | President Robert Mugabe | President Robert Mugabe |
| Zuid-Afrika | President Jacob Zuma | President Jacob Zuma |
| Zuid-Korea  | President Park Geun-hye | Premier Chung Hong-won |
| Zuid-Soedan | President Salva Kiir Mayardit | President Salva Kiir Mayardit |
| Zweden      | Koning Karel XVI Gustaaf | Premier Fredrik Reinfeldt (tot 3 oktober) Premier Stefan Löfven (vanaf 3 oktober) |
| Zwitserland | Bondsraad met als leden: Alain Berset, Doris Leuthard, Didier Burkhalter (bondspresident van 1 januari tot en met 31 december), Ueli Maurer, Johann Schneider-Ammann, Simonetta Sommaruga, Eveline Widmer-Schlumpf | Bondsraad met als leden: Alain Berset, Doris Leuthard, Didier Burkhalter (bondspresident van 1 januari tot en met 31 december), Ueli Maurer, Johann Schneider-Ammann, Simonetta Sommaruga, Eveline Widmer-Schlumpf |